# Henryk Lenarciak
Henryk Lenarciak (ur. 18 czerwca 1933 w Baranowie w ówczesnym powiecie przasnyskim, zm. 3 sierpnia 2006 w Gdańsku) – opozycjonista, pracownik Stoczni Gdańskiej, działacz NSZZ Solidarność, inicjator budowy Pomnika Poległych Stoczniowców w Gdańsku.

## Życiorys
Był synem Stanisława i Marianny z Sobolów. Ożenił się z Joanną z Fąków z Orzołka, z którą miał dwóch synów: Wiesława i Dariusza.
Ukończył szkołę podstawową w Baranowie. Zawodu ślusarza wyuczył się w latach 1949–1951 w szkole zawodowej w Szczytnie. Potem uczył się w liceum mechanicznym w Kętrzynie, które skończył w 1952. Pracę w Stoczni Gdańskiej rozpoczął w 1952. W latach 1953–1955 odbył służbę wojskową. W czasie wydarzeń grudnia 1970 był w komitecie strajkowym. Już w 1971 wystąpił z wnioskiem o budowę pomnika Poległych Stoczniowców. W styczniu 1971 był jednym z 80 delegatów, którzy zostali wysłani do Warszawy na rozmowy z Edwardem Gierkiem.
W latach 70. XX wieku pracował na terenie stoczni w jednej brygadzie wspólnie z Lechem Wałęsą. Ze względu na chorą żonę i własne kłopoty zdrowotne dopiero 25 sierpnia 1980 przyłączył się do strajku. Z tego powodu nie wszedł do komitetu strajkowego, choć był wymieniony jako kandydat. Lech Wałęsa powierzył mu prowadzenie kasy Międzyzakładowego Komitetu Strajkowego.
10 września 1980 został wybrany przewodniczącym Społecznego Komitetu Budowy Pomnika Poległych Stoczniowców w Gdańsku i doprowadził do wybudowania pomnika w ciągu 3 miesięcy pomimo oporu władz. Zaangażował się m.in. w budowę kościoła na Przymorzu. W 1982 aresztowano go za udział w strajku, który wybuchł w Stoczni Gdańskiej na wiadomość o delegalizacji NSZZ „Solidarność”. W 1989 wysłano go na emeryturę, której nie oczekiwał. Ostatnie lata życia spędził, opiekując się chorą żoną i dorabiając do kilkusetzłotowej emerytury jako portier w Spółdzielni Niewidomych „SINOL”.
Należał do Związku Młodzieży Polskiej i Ruchu Obrony Praw Człowieka i Obywatela. Od 1976 był członkiem Wolnych Związków Zawodowych Wybrzeża. Należał do Związku Kurpiów.
Kilka miesięcy przed śmiercią, w filmie dokumentalnym Grzegorza Brauna pt. Plusy dodatnie, plusy ujemne powiedział, że jego zdaniem „TW Bolek” to Lech Wałęsa; opowiedział o związkach byłego prezydenta z SB we wczesnych latach 70. Były szef Solidarności w Stoczni Gdańskiej, Jerzy Borowczak, wspominał po śmierci Lenarciaka:
Pamiętam jak podczas strajku 1980 przyniósł nam pierwszą biało-czerwoną flagę. W latach 70. pracował w jednej brygadzie z Lechem Wałęsą, Wałęsa ufał mu bezgranicznie.
Zginął 3 sierpnia 2006 w Gdańsku, potrącony przez tramwaj, gdy przechodził nieprzepisowo na czerwonym świetle. Pogrzeb odbył się 9 sierpnia w Kiełpinie Górnym.
17 sierpnia 2006 w „Tygodniku Solidarność” ukazało się wspomnienie prezydenta III RP Lecha Kaczyńskiego oddającego honor zasługom Henryka Lenarciaka w walce o demokrację. Jest bohaterem i książki Edmunda Szczesiaka Okno na wolność.

## Odznaczenia
- 1981 Złoty Krzyż Zasługi[4]
- 2006 Krzyż Komandorski Orderu Odrodzenia Polski[5] (pośmiertnie)
- 2018 Krzyż Wolności i Solidarności (2018)[6] (pośmiertnie)